# 1977 dans le catholicisme
Chronologie du catholicisme
- 1973
- 1974
- 1975
- 1976
- 1977
- 1978
- 1979
- 1980
- 1981

Cet article présente les faits marquants de l'année 1977 dans le catholicisme.

## Évènements
- 23 janvier : canonisation de Raphaelle Porras y Ayllon.
- 19 juin : canonisation de Jean Népomucène Neumann.
- 27 juin : création de 4 cardinaux par Paul VI parmi lesquels Joseph Ratzinger, futur pape Benoît XVI.
- 30 septembre : ouverture du IVe synode des évêques sur la catéchèse.
- 9 octobre : canonisation de Charbel Makhlouf.
- 30 octobre : béatification de Louis-Joseph Wiaux.

## Naissances
- 21 janvier : Arjan Dodaj, prélat albanais, archevêque de Tirana
- 19 mars : Josep-Lluís Serrano Pentinat, prélat espagnol, évêque d'Urgell et coprince d'Andorre
- 1er octobre : Christian Carlassare, prélat et missionnaire italien, évêque de Bentiu
- 10 novembre : Anne-Sophie Vivier-Muresan, théologienne française

## Décès

### Janvier
- 7 janvier : Henri Vion, prélat français, évêque de Poitiers (° 11 mai 1902)

### Février
- 1er février : Jean Rodhain, prêtre français, aumônier des prisonniers de guerre et secrétaire général du Secours catholique (° 29 janvier 1900)

### Mars
- 12 mars : 
  - Bienheureux Rutilio Grande, prêtre  jésuite et martyr salvadorien (° 5 juillet 1928)
  - Bienheureux Nelson Rutilio Lemus, laïc et martyr salvadorien (° 10 novembre 1960)
  - Bienheureux Manuel Solórzano, laïc et martyr salvadorien (° 1905)
- 19 mars : Hervé Laudrin, prêtre, résistant et homme politique français, dernier ecclésiastique député (° 23 mars 1902)
- 23 mars : Émile Biayenda, premier cardinal congolais, archevêque de Brazzaville, martyr, serviteur de Dieu (° 1927)

### Avril
- 3 avril : Pierre-Marie Théas, prélat français, évêque de Tarbes, Juste parmi les nations (° 14 septembre 1894)
- 17 avril : William Conway, cardinal irlandais, archevêque d'Armagh (° 22 janvier 1913)

### Mai
- 9 mai : Bienheureuse Carmen Rendiles Martínez, religieuse vénézuélienne, fondatrice des Servantes de Jésus du Venezuela (° 11 août 1903)

### Juin
- 16 juin : Pierre-Marie Rougé, prélat français, évêque de Nîmes (° 3 février 1910)
- 26 juin : Hermann Schäufele, prélat allemand, archevêque de Fribourg (° 14 novembre 1906)

### Juillet
- 4 juillet : Michel Olçomendy, prélat et missionnaire français, premier archevêque de Singapour (° 29 août 1901)
- 7 juillet : Bienheureuse María Romero Meneses, religieuse nicaraguayenne, missionnaire au Costa Rica (° 13 janvier 1902)
- 16 juillet : Francesco Roberti, cardinal italien de la Curie (° 7 juillet 1889)
- 26 juillet : Arturo Duque Villegas, prélat colombien, archevêque de Manizales (° 27 novembre 1899)
- 27 juillet : Bienheureux Louis Bordino, religieux italien (° 12 août 1922)

### Août
- 2 août : Manuel Gonçalves Cerejeira, cardinal portugais, patriarche de Lisbonne (° 29 novembre 1888)
- 7 août : Dino Staffa, cardinal italien de la Curie (° 14 août 1906)
- 13 août : Antoni Baraniak, prélat polonais, archevêque de Poznań (° 1er janvier 1904)
- 26 août : Jules Froment, prêtre et enseignant français, défenseur de la langue occitane (° 22 janvier 1918)
- 27 août : Jean Gay, prélat français, évêque de Basse-Terre (° 24 mai 1901)

### Septembre
- Septembre : Joseph Chhmar Salas, prélat cambodgien, vicaire apostolique de Phnom Penh, martyr des khmers rouges, serviteur de Dieu (° 21 octobre 1937)
- 12 septembre : Gabriel Roschini, prêtre, enseignant et théologien italien (° 19 décembre 1900)
- 23 septembre : Jean Roy, moine bénédictin français, père abbé de Fontgombault (° 29 octobre 1921)
- 25 septembre : Roberto Ronca, archevêque italien, prélat de Pompéi (° 23 février 1901)
- 29 septembre : Serafin Kaszuba, prêtre capucin et vénérable polonais (° 17 juin 1910)

### Octobre
- 10 octobre : Franz Grégoire, prêtre, théologien, philosophe et enseignant belge (° 16 août 1898)
- 21 octobre : Norman Gilroy, cardinal australien, archevêque de Sydney (° 22 janvier 1896)

### Novembre
- 17 novembre : Fernand Boulard, prêtre et sociologue français (° 26 décembre 1898)
- 22 novembre : Luigi Traglia, cardinal italien de la Curie (° 3 avril 1895)

### Décembre
- 2 décembre : Émile Élie Verhille, prélat et missionnaire français, premier évêque de Fort-Rousset (° 23 janvier 1903)
- 19 décembre : Henri Poisson, prêtre, historien et auteur français (° 2 octobre 1898)
- 20 décembre : André-Marie Charue, prélat belge, évêque de Namur (° 1er juillet 1898)